# 陶城县
陶城县，中国隋朝古县名。
隋文帝开皇十六年（595年）分颍川县置陶城县，治所在今河南省临颍县东，属许州。隋炀帝大业二年（606年）陶城县改名㶏强县，属于颍川郡。唐太宗贞观元年（627年）㶏强县合并入长社县。